# Abdelaziz Zarabi
Abdelaziz Zarabi est un footballeur international algérien né le 12 mars 1950 à Alger. Il évoluait au poste de milieu de terrain.
Il compte 4 sélections en équipe nationale entre 1974 et 1976 en inscrivant un but.

## Biographie
Abdelaziz Zarabi est le père des frères Zarabi, Abderaouf Zarabi et Kheireddine Zarabi.

## Palmarès
- Vice-champion d'Algérie en 1973, 1976 et 1982 avec le NA Hussein Dey.
- Vainqueur de la Coupe d'Algérie en 1979 avec le NA Hussein Dey.
- Finaliste de la Coupe d'Algérie en 1977 et 1982 avec le NA Hussein Dey.
- Finaliste de la Coupe d'Afrique des vainqueurs de coupe en 1978 avec le NA Hussein Dey.